# John Granberg
John Erik Sigvard Granberg, född 28 december 1913 i Stockholm, död den 18 oktober 2004 i Stockholm, var en svensk seglare, båtbyggare, mätningsman och idrottsledare.
Granberg ägnade en stor del av livet åt kanotsegling, både som aktiv och i förbundsarbetet. Han var ledamot av Svenska Seglarförbundets Kanotkommitté 1939–1963, kassör i Svenska Kanotseglarförbundet 1964–1984 och därefter dess hedersledamot. Han satt i förbundets tekniska kommitté och anlitades under 25 år som mätningsman. Granberg fungerade många år som ledare och tränare för landslaget i IC-kanot. Han fick Riksidrottsförbundets förtjänsttecken i guld 1969.
Granberg byggde segelbåtar, segelkanoter och master på beställning och för eget bruk i sin verkstad i Hagalund, Solna. Som aktiv kappseglare vann han fyra SM-guld i C-kanot 1940, 1941, 1946 och 1949 och ett i B-kanot 1955. Det sistnämnda mästerskapet räknas som det första svenska mästerskapet i IC-kanot. Granberg, som alltid kallades Johnne, seglade först för SS Vega men gick senare över till Föreningen för Kanotidrott, där han blev hedersmedlem.
John Granberg är gravsatt i minneslunden på Brännkyrka kyrkogård.